# Medicor
A ma is működő MEDICOR az orvostechnikai eszközök- és készülékek fejlesztésével és gyártásával foglalkozik. A tulajdonosok által 1917 végén elindított, és a Magyar Királyi Törvényszék által 1918. február 23-án bejegyzett cég Magyarország első orvostechnikai termékeket (röntgen berendezéseket) gyárszerűen termelő, szervizelő vállalata. A MEDICOR 100 éves történetével, 60 éves márkanevével, tevékenységével, létrehozott termékeivel nagyban hozzájárult és hozzájárul az iparág világszínvonalú eredményeihez.

## A magyar orvostechnikai ipar előtörténete
A magyar kórház- és orvostechnikai ipar Magyarország egyik kiemelkedően sikeres és tradicionális ágazata. Ezen a téren egy évszázada erőteljes innováció folyik, óriási műszaki értékek jöttek és jönnek létre, külpiaci kapcsolatok alakultak ki, és jelentős az export a világ minden irányába.
A gyártással, kutatással és fejlesztéssel foglalkozó vállalatok erős kapcsolatokat ápolnak az egészségüggyel, ezer szállal kötődnek az egyetemi kutatóhelyekhez, aminek következtében a magyar egészségipar több területen világszínvonalú.
A magyar orvosi kisipari műszerkészítés első ismert cége Fischer Péternek Pesten 1864-ben kiadott képes árjegyzékéből ismert. A századforduló táján körülbelül tíz orvosi műszerész működött Budapesten. Vidéken ekkor még nem találhatók orvosi műszerészek. Az orvosi műszergyártás ekkor még megmaradt szerény, kisipari körülmények között. Az orvostudomány fejlődésével lépést kellett tartani a műszerezettségnek is. Új technikák (pl. röntgen feltalálása), műtéti eljárások léptek be, melyek szükségszerűvé tették a műszerezés fejlesztését is a célnak megfelelően. dr. Hültl Hümér sebész-tanár például feltalálta a gyomor-bélvarrógépet. A kivitelezését Fischer Péternek és a műhelyében tanult műszerészeknek kellett megoldani. Ez a műszer egy nagyon jól használható eszköznek bizonyult, bár több hátránya is volt. A szintén magyar találmányú, sokkal korszerűbb Petz Aladár-féle készülék ugyanezen az elven működik. A magyar gyárszerűen működő orvosi műszeripar az I. világháború befejeződésének évében 1918-ban indult el, amelyet követően a 20-as években közel 30 vállalkozás jött létre.

## A MEDICOR történeti háttere

### A kezdetek
A MEDICOR (egyúttal a hazai orvostechnika ipar) történetének elindulását az 1917-ben megalakított Odelga Magyar Gyógytechnikai Ipar nevű vállalat, majd 1918. február 23-án bejegyzett röntgen berendezéseket iparszerűen gyártó, és javító Odelga Magyar Gyógytechnikai Részvénytársaság létrejötte jelzi. 1925-ben megalakult az Elektromos Transzformátor és Készülék RT. 1930-ban alakult meg a SOL cég. Az ODELGA Rt.-nek 1933 februárjától tulajdonosváltozások miatt Magyar Siemens Reiniger Rt. lett a neve. Az 1930-as évek végén gyártottak egy 400 kV-os mélyterápiás röntgenberendezést. A Kábel Rt. szovjet központ – amely összefogta a szovjet tulajdonban lévő vállalatokat – elhatározta, hogy új épületet hoz létre a Magyar Siemens-Schuckert Rt. Budapest X. Gyömrői úti telephelyén röntgenberendezések gyártására. Ez az épület 1951 nyarán készült el, és a Magyar Siemens-Reiniger Művek Rt. ide költözött. Ekkor lett a cég neve Röntgen Rt.
1952. október 1-én a Szovjetunió a vállalatot magyar állami tulajdonba adta át és megalakult a Röntgen és Orvosi Készülékek Gyára, mint magyar állami vállalat, Budapest X., Gyömrői út 128/R telephellyel. A céget elkerítették a volt Siemens-Schuckert Rt.-tól, amelyből Villamosgép és Kábelgyár néven alakult állami vállalat. A gyár 1956 július 1-én önálló exportjogot kapott, majd 1957. február 1-én önálló importjogot is. Ezzel egyidejűleg a nevét Medicor Röntgen Művekre változtatták. 1963-ban hozzákapcsolva több nagy műszergyárat - így a Budapesti Orvosi Műszergyárat, a Fogorvosi Műszergyárat, a Kórházi Berendezések Gyárát, a Debreceni Orvosi Műszergyárat és a Kontakta Vállalatot - évtizedekig MEDICOR MŰVEK néven működött. Az átszervezést indokolta, hogy Magyarország lett a KGST orvostechnikára szakosított vezetője, és ennek a MEDICOR lett a letéteményese. A piac pedig egyre inkább komplett kórházi berendezéseket, komplett kórházakat, komplett kórházi osztályokat igényelt. Összevont szervezetben ezeknek az elvárásoknak jobban meg lehetett felelni. A MEDICOR világszínvonalú orvostechnikai fejlesztő, gyártó, értékesítő vállalkozása lett.

### A 70-es, 80-as évek
A MEDICOR MŰVEK fénykorában, a hetvenes-nyolcvanas években több gyáregységgel és hat telephellyel rendelkezett, több mint 10 000 főt foglalkoztatott és a világ 35 országában volt leányvállalata, irodája, képviselete. Termelésének 85-90 százalékát exportálta. A MEDICOR MŰVEK a világ harmadik legnagyobb orvostechnikai gyártója lett. A vállalat által fejlesztett és gyártott készülékek minden földrészre, és a világűrbe (Balaton műszer 1980, Farkas Bertalan űrrepülése) is eljutottak. A vállalatot fénykorában Dr. Martos István vezette vezérigazgatóként.

### A 88-90-es évek
A rendszerváltás időszakában, a MEDICOR MŰVEK is – hasonlóan más műszeripari nagyvállalatokhoz a KGST megszűnése, piacvesztés és a részére ki nem fizetett követelések, majd a felhalmozódott hitelek, tartozások miatt súlyos likviditási válságba került, eladósodott. A vállalat a kiutat átalakítással, átszervezéssel kereste: a szervezeti egységeiből önálló rt-ket kft-ket alapított, és a nagyvállalat központja, a MEDICOR Irányító Vállalat (MIV) vagyonkezelővé szűkült.[forrás?]
A MEDICOR hiteleit birtokló kereskedelmi bankok megalapították a MEDICOR Holding Rt-t bevitték ebbe hitelkövetelésüket, majd ez a cég felvásárolta a létrehozott MEDICOR társaságokat.
A vállalkozások többsége ezután is eredményesen működött tovább, túlélte a KGST összeomlása nyomán bekövetkezett piachiányt, de több értékes gyártási tevékenység (kft. és rt.) sajnos csődbe ment, felszámolásra került.
A létrejött MEDICOR cégek mellett – különösen a közel 500 fős MEDICOR Műszaki Fejlesztő Rt. megszűnését követő periódusban – több mint 100 új orvostechnikai fejlesztő, gyártó és kereskedő mikro- és kisvállalkozás jött létre a MEDICOR dolgozóiból, vagy teljesen új vállalkozók szervezésében. Ilyen vállalkozások többek között az INNOMED MEDICAL Zrt., a X-Medical Orvostechnikai Szerviz és Kereskedelmi Kft. és a Mediagnost Kft is.

### Jelen
A MEDICOR Művek által alapított társaságok közül ma is működik, és a magyar medikai műszergyártás és szolgáltatás centrumát jelentik:
- #MEDICOR Elektronika Zrt. - a MEDICOR logó és szóvédjegy tulajdonosa
- #MEDICOR Kéziműszer Zrt. nevet változtatott, ma SUBAN Kéziműszer Zrt.
- #MEDICOR Szerviz Zrt. - a MEDICOR Group tagja
- #DISPOMEDICOR Zrt. - felszámolás alatt
- #MEDICOR Diagnosztika Kft. - a MEDICOR Elektronika Zrt. hozta létre
- #MEDICOR Meditű Kft. - nevet változtatott, MEDITŰ kft.
- MEDICOR EXIM Kft. - új cégként alakult, a MEDICOR Group tagja
- MEDICOR Humán Kft. - új cégként működik, a MEDICOR Group tagja

#### MEDICOR Elektronika Zrt.
Az 1989. január 1-től részvénytársaságként működő vállalat Közép-Európában kiemelkedő szerepet tölt be az újszülött-gyógyászati műszerek fejlesztésében, gyártásaiban, és az egész világon értékesíti azokat. A MEDICOR Elektronika Zrt. fő gyártmányai: klinikai csecsemő inkubátorok, újszülött reanimációs és melegítő asztalok, kékfénylámpák, infúziós pumpák, valamint újszülött-gyógyászati kiegészítő termékek. Készülékei minden magyar kórházban megtalálhatók. Nagy mennyiségben szállított a volt KGST országokba, a Közel-és Távolkeletre, (pl. Indonézia, Pakisztán, valamint Afrika sok országába. Termékeit vásárolják az EU nyugati országaiban, mint Hollandia, Németország, Franciaország, Ausztria. Társaság termékei befogadásra kerültek az ENSZ, UNICEF, és WHO segélyprogramjaiba is, így a legszegényebb országokban is megtalálhatóak. A társaság filozófiája és jelmondata: "MEDICOR - Az egészséges kapcsolat."

#### SUBAN Kéziműszer Zrt.
A nemzetközi szinten is elismert orvosi és fogorvosi kéziműszereket gyártó társaság szintén több évtizedes múltra tekint vissza, jelenlegi működési formáját 1998-ban nyerte el. A német alapanyagokból dolgozó cég több mint 1000-féle az állat- és humángyógyászat területén használt kéziműszert gyárt. Termelésének 95%-a export, de a belföldi piacon is piacvezető, részesedése ma már több, mint 60%.

#### MEDICOR Szerviz Zrt.
A több mint 50 éves múlttal rendelkező vállalat 2004. óta működik önálló részvénytársaságként. Fő profilja a MEDICOR és más, főleg külföldi cégek által gyártott orvostechnikai berendezések hatékony üzemeltetésének ellátása.

#### MEDICOR Diagnosztika Kft.
A MEDICOR Elektronika Zrt. által alapított társaság, röntgenberendezések fejlesztésével és gyártásával foglalkozik.

#### MEDITŰ Kft.
A Makón működő vállalat több mint 30 éves hagyománnyal bír. Termékpalettájuk rugós és zártfokú sebészeti varrótűkből, atraumatikus félkész és kész tűkből, drain tűkből és speciális egyedi gyógyászati tűkből áll, melyeket nemes saválló acélból készítenek. Az orvosi varrótűket a világ 40 országába exportálják.
A MEDICOR ma is védjegyezett név és logó (EU, USA, és további sok országban), amely márka az egész világon ismert, és elismert, itthon pedig sokszoros Magyar Brands, és Business Superbrands díjas. 

## Mérföldkövek a MEDICOR csoport működésében
- 1956: A MEDICOR márkanév felvétele[14]
- 1963: MEDICOR Művek létrejötte, és hazai és nemzetközi sikerei
- 1968: a MEDICOR név első védjegyeztetése Magyarországon
- 1987: a MEDICOR logó végjegyeztetése Magyarországon
- 1988-89: A MEDICOR Művek létrehozza gyáraiból, hazai és külföldi érdekeltségeiből a Részvénytársaságokat, Korlátolt Felelősségű Társaságokat.
- 1990: A MEDICOR Holding Rt. válik a társaságok tulajdonosává és külkereskedelmi szervezőjévé
- 1991-2005: A KGST felbomlása, piacok vesztése, több társaság - benne a MEDICOR Holding - felszámolásra kerül
- 2004: Magyarország belép az Európai Unióba, új piacok , és új versenytársak jelennek meg
- 2006: A MEDICOR Kereskedelmi Rt. csődbe kerül, és a fejlesztő-termelő Részvénytársaságok megkezdték önálló export tevékenységüket
- 2009: Az UNICEF és a WHO befogadta a hosszútávú beszállítói szerződéseibe a MEDICOR újszülött gyógyászati készülékeit, a gyárak a világ több mint 100 országában felépítik az új kereskedelmi hálózatot, és jelentős a direkt export (pl. USA, Indonézia, Egyiptom, Oroszország, EU, ..)
- 2012: A MEDICOR logó nemzetközi védjegyeztetése (EU, USA, további sok országban)
- 2012-17: A MEDICOR Márka hatszor nyeret el a MagyarBrans, és Bussines Superbrans címet.
- 2017: 100 éves lett a MEDICOR történelem, és elindult a "MEDICOR Group" megalakítása

## Érdekességek

### Szász Endre1968-as MEDICOR falinaptára
Az erdélyi származású, Munkácsy Mihály-díjas festőt a MEDICOR kérte fel egy 1968-as falinaptár elkészítésére. A naptár nemcsak a MEDICOR-t tette híressé, hanem a korábban nehéz esetként, különcként megbélyegzett Szász Endrét is berobbantotta a köztudatba. A hónapokhoz készült festményeken fellelhetők a festőre jellemző szürrealisztikus alakok és vonalak, és minden hónaphoz jó és kevésbé jó emberi tulajdonságok társulnak.
Szívós István vízilabdázó, az 1980-as években a MEDICOR OSC technikai vezetője volt.
Dr. Fenyő Márta Katalin fizikus, a polarizáltfény-terápia (Evolite, Bioptron, Sensolite) kifejlesztője.
Egyetemi tanulmányai során a MEDICOR Művektől társadalmi ösztöndíjat kapott, ezért első munkahelye a MEDICOR Orvosi műszereket gyártó vállalat volt. Itt került kapcsolatba az orvostechnikai kutatással és fejlesztéssel. Már munkaviszonyának kezdetén megszületett első jelentősebb találmánya, az Optix röntgenkép korrektor, amely az átvilágítási röntgenképek kontrasztját és kontúrjait emeli ki a jobb és biztosabb diagnosztizálás céljából, fele akkora röntgen dózis felhasználása mellett.

### Hatvanéves MEDICOR-röntgenkészülék
2013-as hírek alapján Odesszában (Dél-Ukrajna) az egyik helyi rendelőintézetben egy Csepel teherautóban álló MEDICOR mobilröntgen látta el a lakosságot. A teherautó, és az akkor még tökéletesen működő röntgen egyaránt az 50-es 60-as évekből származott.

### Balaton műszer
A MEDICOR Farkas Bertalan 1980-as űrutazását is segítette. A Repülőorvosi Vizsgáló és Kutatóintézet (ROVKI) és a MEDICOR MŰVEK által közösen fejlesztett Balaton műszer az ember szellemi munkavégző képességét elemezte. A 420 gramm tömegű berendezés mérte a bőr galvanikus ellenállását, meghatározta a pulzusszámot, reakcióidőt.

### ACTA Model 0100 CT Scanner
Az ACTA Model 0100 CT Scanner a MEDICOR MŰVEK és a Pfizer cég által 1978-ban közösen fejlesztett röntgen CT. Ez az egyik első olyan eszköz továbbfejlesztése, amely nem csak egy-egy testrészről, hanem egyszerre az egész testről képes röntgen felvételt készíteni.

### Külföldi buszbaleset
Az egyik legismertebb külföldön történt magyar buszbaleset az 1983. szeptember 14-én Graz mellett történt eset, amelyben a debreceni MEDICOR MŰVEK BV 84-02-es rendszámú Ikarus 255.70E típusú autóbusza egy szakadékba zuhant. Tizenöten vesztették életüket, és további harmincegy utas sérült meg. A balesetet a kipufogófék hibája okozta, a busz sofőrjét először mégis hét év börtönre ítélték, majd két év múlva – bizonyítottság hiányában – kiengedték.

## Jövő
Az orvostechnika iparág kiemelt szereplője az Ipar 4.0 forradalomnak, a digitalizációnak. Új betegségmegelőző, gyógyító ipar épül fel. Ennek útja az olyan innovatív orvostechnika termékek, technológiák, eszközök kifejlesztése és gyártása, amelyek iránt nagy lesz az igény a megváltozó világban, és amelyek a fellépő új egészségügyi problémák megoldásához járulnak hozzá.
Ilyenek többek között az orvosokat, nővéreket segítő, esetenként helyettesítő robotok, digitális eszközök, technológiák létrehozása.
További tématerületek:
- Eszközök, megoldások, összehangolt fejlesztések az orvosi informatika súlyának és jelentőségének növekedéséhez (adatbázisok és kutatások).
- Eszközök, megoldások a társadalom általános öregedésének, az újszülöttek születésének és egészséges életútjának biztosítása.
- Orvosi eszközök, megoldások a globális felmelegedés bekövetkező problémáinak kezeléséhez. Eszközök, megoldások energia-megtakarításra az egészségügy minden területén.

A feladatok megoldásához, a fejlődéshez nélkülözhetetlen a „tudásközpontok” és a vállalkozások tevékenységének koncentrációja, a nagyon intenzív kutatási-innovációs együttműködés.
Ennek felismeréseként hozta létre a Magyar Medikai Gyártók és Szolgáltatók Klasztert (MediKlaszter) az orvostechnika ipar 21 cége 2006-ban. A MediKlaszterben részt vevő szervezetek - jelenleg már 41 kkv és 4 tudományegyetem - együttesen a magyar orvostechnikai ipar meghatározói. A MediKlaszter már négyszer lett a kormányzat által „Akkreditált Innovációs Klaszter”.
Az iparág jelenét és jövőjét mutatja, hogy KSH szerint 12 300 főt közvetlenül, míg további 30 ezer főt közvetetten foglalkoztat az ágazat. A 2015-ben realizált nettó árbevétele 253,8 Mrd forint volt, melyből 37,9 Mrd forint a belföldi, míg 215,9 Mrd forint az exportértékesítés. Az elmúlt öt éves fejlődési pályáját, a globális trendeket, igényeket és lehetőségeket figyelembe véve, nem irreális az sem, hogy az ágazat – benne a MEDICOR – a következő öt évben újra megduplázhatja árbevételét.